# Lasiurus blossevillii
Lasiurus blossevillii is een zoogdier uit de familie van de gladneuzen (Vespertilionidae). De wetenschappelijke naam van de soort werd voor het eerst geldig gepubliceerd door Lesson & Garnot in 1826.